# غويلرمو بيريز
غويلرمو بيريز (بالإسبانية: Guillermo Pérez Moreno)‏ (11 يناير 1987 مرسية إسبانيا - ) هو لاعب كرة قدم إسباني، يلعب كلاعب وسط، لعب 49 مباراة وسجل هدفين.

## مسيرته

### مسيرته مع الأندية
- 2011 - 2011 لعب مع نادي ألباسيتي 3 مباريات.
- 2012 - 2014 لعب مع Veria F.C. [الإنجليزية]‏ 24 مباراة سجل خلالها هدفين.
- 2014 - 2015 لعب مع Panthrakikos F.C. [الإنجليزية]‏ 10 مباريات.
- 2015 - 2015 لعب مع نادي لاميا 12 مباراة.

## روابط خارجية
- غويلرمو بيريز على موقع قاعدة بيانات كرة القدم.إي يو (الإنجليزية)
- غويلرمو بيريز على موقع Soccerway.com (الإنجليزية)